# Меркуш
Меркуш (рум. Mărcuș) — село у повіті Ковасна в Румунії. Входить до складу комуни Добирлеу.
Село розташоване на відстані 143 км на північ від Бухареста, 16 км на південь від Сфинту-Георге, 20 км на схід від Брашова.

## Населення
За даними перепису населення 2002 року у селі проживали 460 осіб, з них 459 осіб (99,8%) румунів. Рідною мовою 459 осіб (99,8%) назвали румунську.